# 克尔曼
克尔曼（波斯語：‎，Kermān 发音ⓘ}）是伊朗伊斯兰共和国克尔曼省的省会和最大城市，距首都德黑兰东南约1,076公里，2005年估算人口为533,799。

## 历史

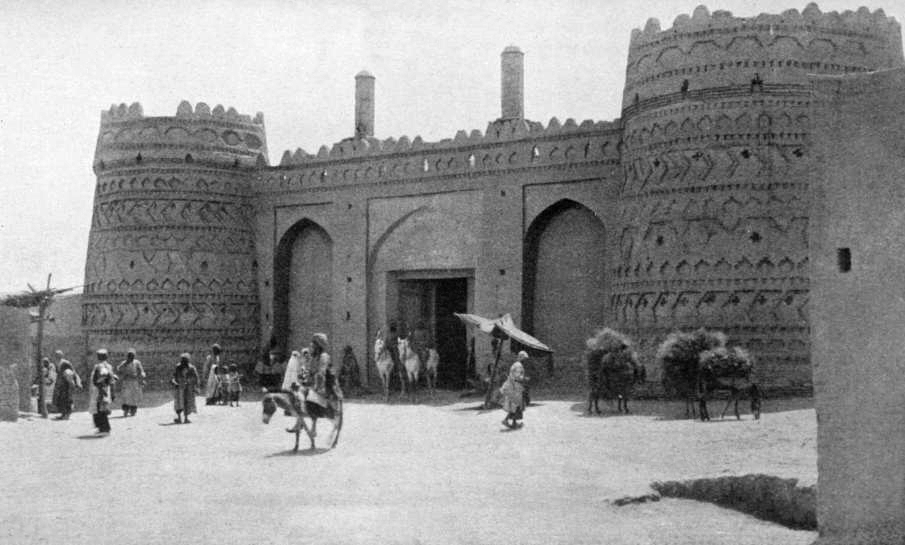
阿迦·穆罕默德汗进入克尔曼城时通过的清真寺大门

起兒漫出自伊斯蘭教著述，一個在中亞撒馬爾罕與布哈拉之間，其城今仍存在，名曰卡尼梅赫（Kanimekh），卽遼史·天祚本紀之起兒漫；另一個在波斯南部，（Kerman），卽西使記 之乞爾彎，輟耕錄 卷七回回石頭條之乞里馬泥，明史 之乞力麻兒，今瀕臨波斯灣之克爾曼。
早在西元3世纪时，波斯萨珊王朝的建立者阿尔达希尔一世就在今日的克尔曼建造了一座防御性堡垒，以自己的名字命名为贝赫达希尔，就是今日克尔曼城的雏形。642年纳哈万德战役之后，波斯被阿拉伯帝国征服，贝赫达希尔落入穆斯林之手。起初，贝赫达希尔与世隔绝，只准哈瓦利及派（伊斯兰教的非主流极端派别）和琐罗亚斯德教徒定居，但698年该城的哈瓦利及派消失了，到725年该城大部分居民都是穆斯林了。8世纪时，该城以克什米尔羊毛围巾和其他织品闻名。9世纪20年代后，阿拔斯王朝对该地区的控制力削弱，该城先受塔希尔王朝、萨法尔王朝、萨曼王朝、白益王朝控制，10世纪晚期后又被伽色尼的马哈茂德苏丹征服。一些观点认为，10世纪时贝赫达希尔改名为“克尔曼”。

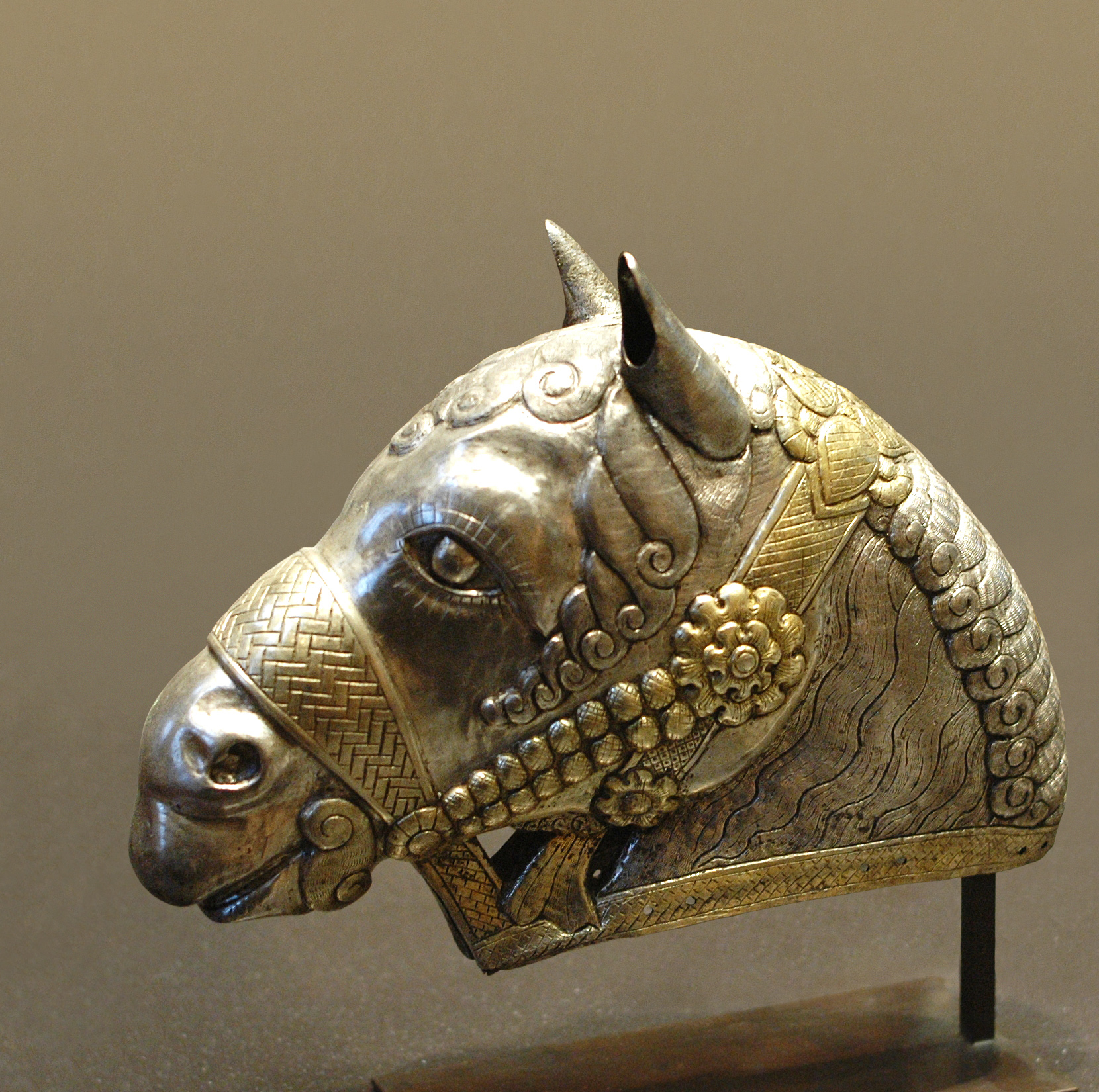
在克尔曼发现的萨珊王朝时期的银制马头

11到12世纪，克尔曼受征服阿曼和法尔斯的塞尔柱帝国统治，但事实上依然是独立的。当马可·波罗于1271年来到这里时，克尔曼已经成为连接波斯湾地区与呼罗珊和中亚的重要的贸易商业中心了。但是后来，克尔曼不断受到外来入侵者的掠夺，一直到萨非王朝时期才又兴盛起来，这里产的地毯远销英格兰和德意志。
1793年赞德王朝的卢特夫阿里汗击败了卡扎尔王朝，于1794年占领了克尔曼。但不久，卡扎尔人的首领阿迦·穆罕默德汗围攻克尔曼，六个月后城破。穆罕默德汗迁怒于克尔曼人对卢特夫阿里汗的支持，将城中所有的男性居民杀死或弄瞎，挖出的20,000只眼球堆在胜利者穆罕默德汗的面前，妇女和孩童被卖为奴隶，克尔曼城在90天后被毁。
如今的克尔曼城是于19世纪在老城的西北面重建的，但20世纪之前一直没有恢复原来的规模。

## 地理
克尔曼位于伊朗中南部卢特荒漠边缘的高地上。

### 气候
克尔曼的气候多变，很多区被群山环绕，而北部地区位于干燥的荒漠中，南部地区则处于气候适宜的高地上克尔曼的平均海拔为1755米。
总体来说克尔曼城的气候还是较适宜的，年降水量为135毫米。因为离卢特荒漠较近，克尔曼的夏天很热，春天经常会有沙尘暴。而在其他季节里，克尔曼的气候还是比较凉爽的。

### 地质特征
对于伊朗的古生物学家来说，克尔曼一直被认为是化石的天堂。2005年这里发现了新的恐龙的足迹，为古生物学家了解当地的历史带来来新的希望。

## 经济
织毯业是克尔曼的主要产业之一，在克尔曼织毯是一项古老的传统，这里的地毯举世闻名。在克尔曼发现的地毯距今已有五百多年历史，证明了克尔曼织毯业的优势地位。克尔曼也生产棉布和山羊毛围巾。
如今，克尔曼还建起了一些现代化的工厂如纺织厂和砖厂。克尔曼省的矿产资源包括铜和煤。

## 文化

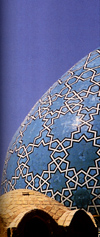
克尔曼拥有丰富的古代建筑遗迹。

考古名城吉罗夫特位于克尔曼南郊，是吉罗夫特文化的诞生地。

## 人口统计学
克尔曼的大部分居民属什叶派穆斯林，也有一小部分信奉古老的琐罗亚斯德教。
1996年克尔曼人口为385,000，而2005年上升到533,799。

## 政治
克尔曼的政治受前总统阿里·阿克巴尔·哈什米·拉夫桑贾尼影响，他的弟弟、前副总统穆罕默德·哈什米·拉夫桑贾尼和另一位前副总统侯赛因·马拉什都出生在克尔曼近郊的拉夫桑贾恩。

## 高等院校
克尔曼沙希德·巴霍纳尔大学是伊朗顶尖的科研机构之一，克尔曼的其他大学有：
- 克尔曼医科大学
- 克尔曼伊斯兰自由大学
- 克尔曼哈吉纳赛尔高等教育中心

## 交通

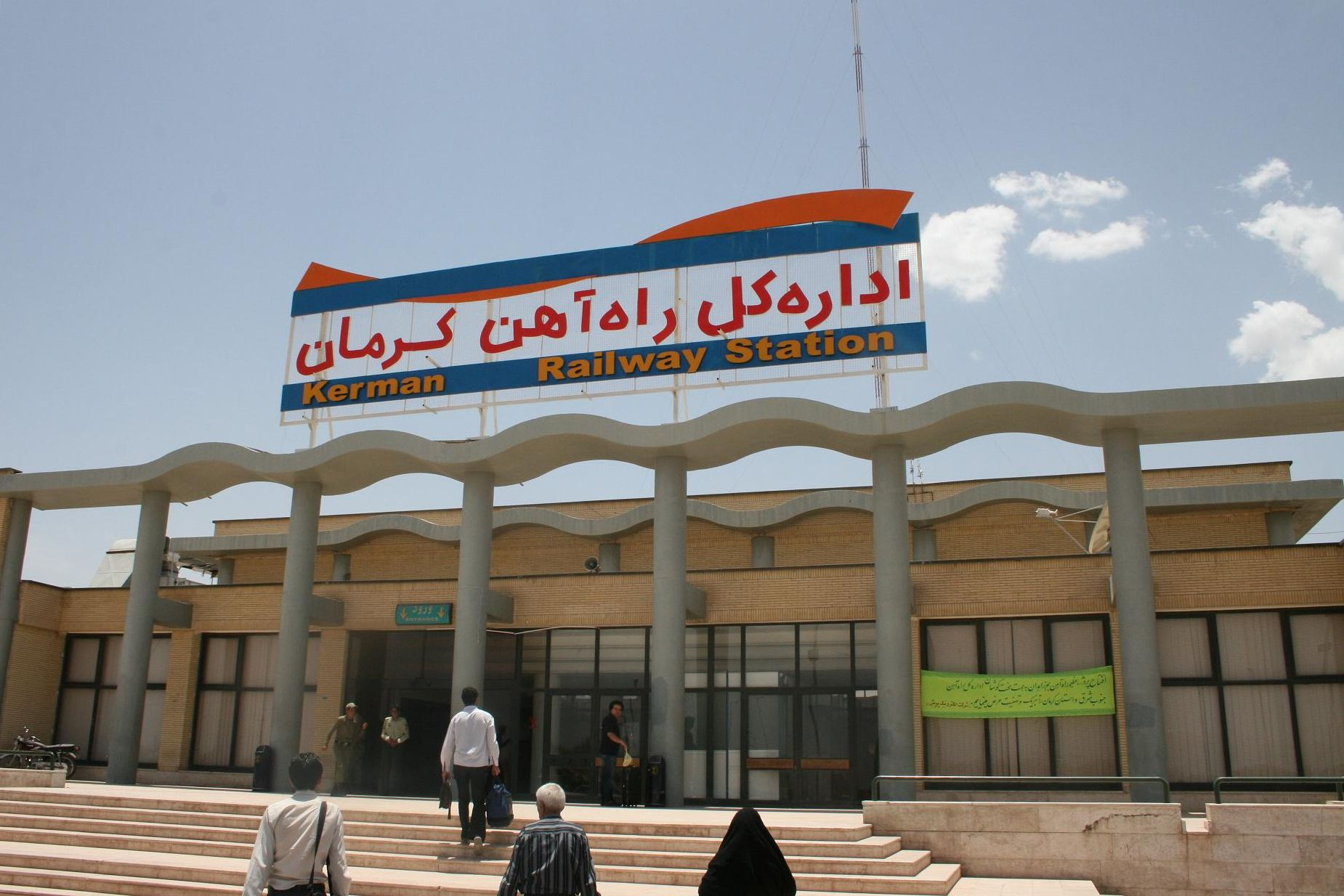
克尔曼火车站

克尔曼是首都德黑兰通往南部重要城市阿巴斯港和扎黑丹的必经之地。克尔曼机场是伊朗国内主要机场之一，有每日或每周的航班飞往德黑兰（梅赫拉巴德国际机场）、阿瓦士、亚兹德、伊斯法罕（沙希德·贝赫什提国际机场）、阿巴斯港、马什哈德（沙希德·哈希米内贾德国际机场）和设拉子（沙希德·阿亚图拉·达斯特盖卜国际机场）。伊朗全国铁路也经过克尔曼。